# Sandra Manderson
Sandra Manderson (ur. 2 grudnia 1954) – nowozelandzka judoczka.
Uczestniczka mistrzostw świata w 1982 i 1987. Zdobyła trzy medale mistrzostw Oceanii w latach 1975 - 1979. Mistrzyni kraju w 1973, 1974, 1975, 1977, 1978, 1979, 1981, 1982, 1986 i 1988 roku.